# Christ Illusion
Christ Illusion is het negende studioalbum van de Amerikaanse thrashmetalband Slayer. Het album werd uitgebracht op 8 augustus 2006 en kreeg overwegend goede kritieken. Het is het eerste studioalbum met Dave Lombardo sinds Seasons in the Abyss in 1990. De afbeelding van de verminkte Christus is geschilderd door Larry Carrol. In India werden voorraden teruggeroepen en vernietigd omdat religieuze groeperingen het niet eens waren met de albumhoes en de teksten.

## Tracklist
1. "Flesh Storm" - 4:16 (Kerry King)
2. "Catalyst" - 3:09 (King)
3. "Skeleton Christ" - 4:22 (King)
4. "Eyes of the Insane" - 3:24 (tekst: Tom Araya, muziek: Jeff Hanneman)
5. "Jihad" - 3:32 (tekst: Araya, muziek: Hanneman)
6. "Consfearacy" - 3:09 (King)
7. "Catatonic" - 4:56 (King)
8. "Black Serenade" - 3:18(tekst: Araya/Hanneman, muziek: Hanneman)
9. "Cult" - 4:42 (King)
10. "Supremist" - 3:51 (King)

### Speciale editie
In juli 2007 kwam er een speciale editie uit van de CD. Naast een alternatieve versie van het nummer Black Serenade (track 8) stond er ook een nieuw nummer op de CD:
"Final Six" - 4:10 (Araya, Hanneman)

### DVD
- Slayer on Tour, (2007)
- "South of Heaven" (live)
- "Eyes of the Insane" (video)

## Leden
- Tom Araya – basgitaar, zang
- Jeff Hanneman – gitaar
- Kerry King – gitaar
- Dave Lombardo – drums